# الضفيرة الحالبية
الضفيرة الحالبية ضفيرة عصبية تغطي الحالب. وتنقسم الضفيرة إلى ثلاثة أجزاء، ويجوز تقسيم الحالب نفسه. في الجزء العلوي من الحالب، تأخذ الضفيرة أليافها العصبية من الضفيرة الكلوية، ولكن كذلك من الجزء البطني للضفيرة الأبهرية. وفي الجزء المتوسط، تستقبل الضفيرة مدخلات عصبية من الضفيرة الخيطية العلوية وفي الجزء السفلي من الضفيرة الخيطية السفلية.